# Sinlabajos
Sinlabajos és un municipi de la província d'Àvila, a la comunitat autònoma de Castella i Lleó.

## Demografia
| 1991 | 1996 | 2001 | 2004 |
| ---- | ---- | ---- | ---- |
| 283  | 264  | 227  | 188  |

## Curiositats
El 9 de gener de 2008 va morir l'alcalde de Sinlabajos, Gregorio García Antonio  qui era el més veterà d'Espanya, a l'edat de 92 anys, despúes d'estar 29 anys en el càrrec. A més figurava com nombre 3 en les llistes del PSOE al Congrés dels Diputats per a les eleccions generals espanyoles de 2008. Després de la seva defunció, l'ajuntament queda a les mans del fins ara, el tinent-alcalde i nombre 2 per a l'ajuntament de Sinlabajos pel PSOE Alfonso González Sáez (PSOE), que se li traspassaran els poders l'11 de gener de 2008 i prendrà possessió oficial a l'ajuntament.